# Малка-Марі (національний парк)
Національний парк Малка-Марі — національний парк Кенії, розташований уздовж річки Дава на кенійсько- ефіопському кордоні. Його площа становить приблизно 876 км². До нього можна дістатися через аеропорт Мандера, і це, мабуть, найменш відвідуваний національний парк у країні.
Парк — переважно напівзасушливі чагарники та чагарникові луки з прибережними лісами вздовж річки. У парку є унікальні для цієї місцевості рослини.
До тварин, які мешкають у парку, належать сітчастий жираф, крокодил, гієна, ящірка агама, різні види антилоп, такі як дік-дік та імпала, нільський крокодил, зебра, шакал, гепард та генета.
Тут можна зустріти багато видів птахів, у тому числі streptopelia decipiens, cichladusa guttata, ploceus dichrocephalus і рідкісний corvus ruficollis (пустельна ворона). 
Малка Марі є парком II категорії МСОП, визначеним в 1989 році. 